# Operación Tormenta-333
La Operación «Tormenta-333» (en ruso: Операция «Шторм-333») fue el nombre en clave de la operación de tropas especiales soviéticas que el 27 de diciembre de 1979 mataron al dictador afgano Hafizullah Amín y a 800 guardias de élite en el palacio Tajbeg, a 16 km de Kabul.

## El palacio Tajbeg
Tajbeg es un palacio construido en 1920, a unos 16 kilómetros del centro de Kabul. La mansión se encuentra sobre una loma entre colinas, cubiertas de nieve durante el invierno, donde la familia real afgana iba de caza y acampaba. Construido por arquitectos europeos durante la época del rey Amanulá, este palacio fue también el hogar de la reina.

## Trasfondo político
Hafizullah Amín era un dirigente del Partido Democrático Popular de Afganistán y funcionario del gobierno de Nur Mohammad Taraki desde el triunfo de la Revolución de abril de 1978. Sin embargo, en septiembre de 1979, Amín dirigió una sangrienta represión tanto a elementos hostiles como neutrales, y del propio Partido, luego ordenó eliminar a Taraki y convirtió al régimen en una dictadura personal.
La KGB reveló que Amín tenía apoyo de Pakistán y la CIA de Estados Unidos. Los soviéticos descubrieron que el plan de la CIA era colocar misiles Pershing en Afganistán para presionar a la URSS y además entregarle los depósitos de uranio afganos a Pakistán, para emplearlos en el desarrollo de armas nucleares, como compensación por su ayuda. El Consejo Revolucionario Afgano pidió a la Unión Soviética el envío de los Spetsnaz para la eliminación de Amín. Por esta razón la URSS decidió intervenir.

## La operación
La operación fue llevada a cabo por 24 soldados de la unidad «Гром» (“Trueno”) del Grupo Alfa y 30 soldados de otro grupo especial del KGB: «Зенит» (“Zenit”). También participaron 87 soldados de la Compañía Aerotransportada y 520 hombres del 154.º Batallón Especial del Spetsnaz del Ministerio de la Defensa de URSS. Esta división se llamaba el “batallón musulmán” porque estaba formada exclusivamente por soldados de las repúblicas meridionales de la URSS.
Durante la operación, los miembros de las fuerzas especiales soviéticas iban vestidos con los uniformes afganos, sin insignias e identificados por las bandas blancas en los brazos. El Grupo Alfa perdió dos hombres, el Grupo Zenit perdió tres, la Compañía Aerotransportada perdió nueve y el batallón musulmán perdió cinco. Más de 50 soldados fueron heridos en total. Murieron accidentalmente un hijo de Amín (por la explosión de una granada), un médico soviético que trabajaba para el presidente afgano y la esposa de un ministro afgano (por el fuego cruzado).
Fueron tomados otros edificios del gobierno, como el edificio del Ministerio del Interior, el edificio de la Seguridad Interna y el palacio de Darul Aman.
Los veteranos del Grupo Alfa dicen que esta operación fue una de las mejores en la historia del grupo.
Durante la Guerra de Afganistán, el palacio Tajbeg sirvió como base del 40.º Ejército soviético.